# Lepidolacipa venosata
Lepidolacipa venosata är en fjärilsart som beskrevs av Erich Martin Hering 1926. Lepidolacipa venosata ingår i släktet Lepidolacipa och familjen tofsspinnare. Inga underarter finns listade i Catalogue of Life.